# Зак Тайлер Ейзен
Захарі Тайлер Ейзен (англ. Zachary Tyler Eisen; нар. 23 вересня 1993, Стемфорд, Коннектикут) — колишній американський актор озвучування. Найбільш відомий роллю Аанга, мага повітря, в мультсеріалі «Аватар: Останній захисник», окрім того, також Лукаса Нікла в мультфільмі «Гроза мурашок», Ендрю в мультсеріалі «Малий Білл» та пінгвіна, на ім'я Пабло, в мультсеріалі «Друзі з двору». Станом на сьогодні Захарі Ейзен працює за камерою.

## Фільмографія

### Фільми
| Рік  | Назва           | Роль       | Дж.   |
| ---- | --------------- | ---------- | ----- |
| 1999 | «Ентропія»      | Лукас      | [ 2 ] |
| 2003 | «Марсі Ікс»     | Хлопчик    |       |
| 2006 | «Лихо мурашине» | Лукас Нікл | [ 3 ] |

### Мультсеріали
| Рік         | Назва                       | Роль           | Дж.         |
| ----------- | --------------------------- | -------------- | ----------- |
| 1999        | «Супер Чому!»               | Ві Віллі       | [ 4 ]       |
| 1999⁣ — ⁣2002 | «Малий Білл»                | Ендрю Малліґан | [ 2 ] [ 3 ] |
| 2000        | «Дора-мандрівниця»          | Червона рибка  |             |
| 2004⁣ — ⁣2006 | «Друзі з двору»             | пінгвін Пабло  | [ 2 ]       |
| 2005⁣ — ⁣2008 | «Аватар: Останній захисник» | Аанг           | [ 2 ] [ 3 ] |

### Відеоігри
| Рік  | Назва                                          | Роль       | Дж.   |
| ---- | ---------------------------------------------- | ---------- | ----- |
| 2006 | The Ant Bully                                  | Лукас Нікл | [ 3 ] |
| 2006 | Avatar: The Last Airbender                     | Аанг       | [ 3 ] |
| 2007 | Avatar: The Last Airbender – The Burning Earth | Аанг       | [ 3 ] |
| 2008 | Avatar: The Last Airbender – Into the Inferno  | Аанг       | [ 3 ] |